# Rio Braço Norte Esquerdo
Rio Braço Norte Esquerdo är ett vattendrag i Brasilien.   Det ligger i delstaten Espírito Santo, i den sydöstra delen av landet, 900 km sydost om huvudstaden Brasília.
Omgivningen kring Rio Braço Norte Esquerdo är huvudsakligen savann. Området är  ganska glesbefolkat, med 34 invånare per kvadratkilometer.